# Гидроарсенат натрия
Гидроарсенат натрия — неорганическое соединение,
кислая соль натрия и мышьяковой кислоты 
с формулой Na2HAsO4,
бесцветные кристаллы,
растворяется в воде,
образует кристаллогидраты.

## Получение
- Частичная нейтрализация мышьяковой кислоты:

{\displaystyle {\mathsf {2NaOH+H_{3}AsO_{4}\ {\xrightarrow {}}\ Na_{2}HAsO_{4}+2H_{2}O}}}

## Физические свойства
Гидроарсенат натрия образует бесцветные кристаллы.
Растворяется в воде, слабо растворяется в этаноле.
Образует кристаллогидраты состава Na2HAsO4•n H2O, где n = 7 и 12.
Гидрат Na2HAsO4•7H2O плавится в собственной кристаллизационной воде при 57°С,
образует бесцветные кристаллы
моноклинной сингонии,
пространственная группа P 21/n,
параметры ячейки a = 1,06586 нм, b = 1,10107 нм, c = 0,93940 нм, β = 95,43°, Z = 4
.

## Химические свойства
- При нагревании образует диарсенат натрия:

{\displaystyle {\mathsf {2Na_{2}HAsO_{4}\ {\xrightarrow {200^{o}C}}\ Na_{4}As_{2}O_{7}+H_{2}O}}}

## Применение
- Для получения других арсенатов.
- Антисептик для пропитки древесины.
- Гербицид.
- В фармакологии — укрепляющее и тонизирующее средство.